# Ökokonto
Ein Ökokonto dient in Deutschland der Flexibilisierung des Vollzugs der Naturschutz- bzw. baurechtlichen Eingriffsregelung. Heutige Ausgleichs- und Ersatzmaßnahmen werden dokumentiert und können in einen Flächenpool eingetragen werden. Die Flächen stehen bei späteren Eingriffen in Natur und Landschaft im Rahmen von Kompensationsmaßnahmen zur Verfügung.
Das Ökokonto basiert auf den Rechtsgrundlagen des § 16 des Bundesnaturschutzgesetzes sowie der §§ 18 Bundesnaturschutzgesetz in Verbindung mit den §§ 1a und 200a des Baugesetzbuchs.

## Geschichte
Die Idee des Ökokontos als Maßnahmenbevorratung wurde im Bereich des Naturschutzes 1994 vom Ministerium für Umwelt und Forsten in Rheinland-Pfalz per Verwaltungsvorschrift eingeführt. 1994 nahm sie das Bundesland Hessen in sein Landesnaturschutzgesetz auf wie auch 2004 Brandenburg und Sachsen-Anhalt und 2006 Baden-Württemberg in ihre Landesnaturschutzgesetze.
Auf der Ebene des Baugesetzbuches wurde am 1. Januar 1998 die Grundlage für das Ökokonto geschaffen, indem Kompensationsmaßnahmen für Eingriffe in Natur und Landschaft rechtlich flexibilisiert wurden.
Grundlage sind § 1a und § 200a BauGB.
Das Verhältnis zwischen Bau- und Naturschutzrecht wird in § 18 Bundesnaturschutzgesetz geregelt. Nun konnten Kompensationsmaßnahmen vor Eingriffen umgesetzt werden und in einer Art Sparbuch in den Kommunen angehäuft und später abgebucht werden. Dabei werden die Eingriffe bestimmten bereits vollzogenen Maßnahmen oder Flächen zugeordnet.

## Vorteile
Das Instrument wurde im Naturschutz von einer Fachdiskussion begleitet, wobei die Zustimmung zunächst überwog, um 2005 allerdings gesellten sich immer mehr kritische Stimmen hinzu. In der Planungspraxis konnte sich die Idee offenbar nicht in dem Maße wie erwartet etablieren.
- Das Ökokonto hat den Vorteil, dass Naturschutzmaßnahmen gebündelt auf bestimmten Flächen vorgenommen werden und nicht wie vor der Einführung des Modells weit verstreut im Raum erfolgten. Das kommt insbesondere der Herstellung von Trittsteinbiotopen und Pufferflächen zur Vernetzung von FFH-Flächen zugute. Die Zusammenlegung unterschiedlicher Kompensationsflächen kann die Wirksamkeit von Kompensationsmaßnahmen verbessern.
- Das Vorsorgeprinzip der Eingriffsregelung kann durch das Ökokonto sehr gut berücksichtigt werden.
- Das Ökokonto kann außerdem verschiedene Kompensationen aufeinander abstimmen.
- Die langfristige Pflege von Ausgleichs- und Ersatzmaßnahmen ist innerhalb eines Flächenpools leichter und kostengünstiger als an verschiedenen im Raum verteilten Standorten.
- Insbesondere für kommunale Planungsträger eignet sich ein Ökokonto für die städtebauliche Planung von Natur als Erholungsraum.
- Planungsträger können bei einer Bevorratung der Flächen unabhängiger vom Bodenmarkt werden, wenn sie frühzeitig kostengünstige Flächen bevorraten, was auch Vorteile für zukünftige Verursacher hat, die ihre Pflicht auf Ausgleich und Ersatz umsetzen.
- Ökokonten beschleunigen den Planungsprozess, da nicht erst Flächen für Ausgleich und Ersatz gesucht werden müssen, und vermindern das dabei entstehende Konfliktpotenzial.
- Ökokonten ermöglichen eine langfristige Entwicklung der Natur, die nicht erst mit dem Zeitpunkt der Eingriffs- und Ersatzmaßnahme beginnt, sondern schon lange vorher eingesetzt hat. Eine zeitliche Kompensationslücke wird vermieden soweit dies biotoptypbezogen möglich ist.

## Nachteile
- Der Ökokonto-Betreiber wie Gemeinden gehen bei dem Erwerb der Flächen in Finanzierungsvorleistung. Das kann je nach Größe der Flächen zu einer erheblichen Belastung der kommunalen Kasse führen.
- Der Ökokonto-Betreiber kann aufgrund der notwendigen Refinanzierung der Ökokonten ein Interesse an ausgleichswürdigen Eingriffen in Natur und Landschaft entwickeln. Damit würde der Vermeidungsgrundsatz der Eingriffsregelung ad absurdum geführt.
- Das Ökokonto kann das Handeln von Naturschutzverwaltungen fokussieren, so dass nicht-ökokonto-geeignete, aber ökologisch notwendige Maßnahmen ins Hintertreffen geraten.
- Es werden oft Maßnahmen im Rahmen des Ökokontos ergriffen, die nicht als Kompensation für die späteren Eingriffe gelten können. Der unterstellte direkte Zusammenhang zwischen Eingriff und konkretem Ausgleich und Ersatz wird potenziell aufgelöst.
- Durch die Öko-Punkte der Ökokonten kann suggeriert werden, Naturzerstörung ließe sich vollständig monetär abbilden. Doch speziell die Ressource Fläche wird mit jeder neuen Versiegelung knapper. Durch die für den Eingriffsablauf tendenziell zeitlich günstigere Ausgleichsplanung via Abruf von Ökokonto-Maßnahmen wird der hohe Flächenverbrauch Deutschlands eher begünstigt. Auch bei Ökokonto-Maßnahmen ist die naturschutzfachliche Qualität zumindest ohne die üblicherweise ausbleibende Kontrolle nicht per se gegeben.

## Gesetzliche Grundlagen in den Bundesländern
| Bundesland             | Gesetz                                                                                        | Verordnung                                                                                    | weitere Hinweise |
| ---------------------- | --------------------------------------------------------------------------------------------- | --------------------------------------------------------------------------------------------- | --- |
| Baden-Württemberg      | § 22 NatSchG                                                                                  | Ökokonto-Verordnung (ÖKVO)                                                                    | |
| Bayern                 | BayNatSchG                                                                                    | Kompensationsverordnung                                                                       | Hinweise zu Anforderung und Dokumentation (PDF; 147 kB) |
| Berlin                 | § 14a NatSchGBln                                                                              |                                                                                               | Verfahren zur Bewertung und Bilanzierung von Eingriffen im Land Berlin |
| Brandenburg            | § 14a BbgNatschG                                                                              | Flächenpoolverordnung                                                                         | Hinweise zur Eingriffsregelung |
| Bremen                 | § 9 BremNatSchG                                                                               |                                                                                               | |
| Hamburg                | § 7 HmbBNatSchAG                                                                              |                                                                                               | |
| Hessen                 | § 16 HENatG                                                                                   | Kompensationsverordnung                                                                       | |
| Mecklenburg-Vorpommern | § 12 Abs. 5 NatSchAG M-V                                                                      |                                                                                               | Hinweise zur Eingriffsregelung (PDF; 762 kB) |
| Niedersachsen          | Keine gesetzliche Grundlage bekannt                                                           |                                                                                               | Die naturschutzrechtliche Eingriffsregelung |
| Nordrhein-Westfalen    | § 32 LNatSchG NRW                                                                             | Ökokonto VO                                                                                   | Numerische Bewertung von Biotoptypen für die Eingriffsregelung in NRW (PDF; 427 kB) |
| Rheinland-Pfalz        | § 8 LNatschG                                                                                  | Schreiben des Ministeriums für Klimaschutz, Umwelt, Energie und Mobilität vom 20. Januar 2022 | Praxisleitfaden zur Ermittlung des Kompensationsbedarfs in Rheinland-Pfalz vom Mai 2021 |
| Saarland               | § 30 SNG (PDF; 213 kB)                                                                        |                                                                                               | Leitfaden Eingriffsbewertung (PDF) |
| Sachsen                | § 11 SächsNatSchG                                                                             | Einführungserlass zur Sächsischen Ökokonto-Verordnung (PDF; 440 kB)                           | Handlungsempfehlung zur Bewertung und Bilanzierung von Eingriffen im Freistaat Sachsen (PDF) |
| Sachsen-Anhalt         | § 20 Abs. 3 NatSchG LSA                                                                       | Ökokonto-Verordnung                                                                           | Richtlinie über die Bewertung und Bilanzierung von Eingriffen im Land Sachsen-Anhalt (PDF; 70 kB) |
| Schleswig-Holstein     | § 10 LNatSchG                                                                                 | Ökokonto- und Ausgleichsflächenkatasterverordnung (PDF)                                       | Orientierungsrahmen zur Bestandserfassung, -bewertung und Ermittlung der Kompensationsmaßnahmen im Rahmen landschaftspflegerischer Begleitplanungen für Straßenbauvorhaben (Kompensationsermittlung Straßenbau). 2004 |
| Thüringen              | [home.arcor.de (Memento vom 10. Februar 2013 im Webarchiv archive.today) § 7 Abs. 3] ThürNatG |                                                                                               | Die Eingriffsregelung in Thüringen. Bilanzierungsmodell (PDF; 735 kB) |

## Verfahrenslauf
Die Ausgestaltung des Verfahrens ist im Vollzug der Ökokontoregelungen dem Landesrecht der einzelnen Länder vorbehalten.

## Beispiele
In Groß-Gerau wurde der Nutzungsverzicht auf 20 Hektar Gemeindewald als naturschutzrechtliche Kompensationsmaßnahme anerkannt und auf dem Ökokonto der Gemeinde in Höhe von 1,6 Millionen sogenannte Ökopunkte verbucht. Die Stadt Mörfelden-Walldorf hat 285.000 dieser Punkte für 100.000 Euro erworben, um einen Eingriff in die Natur auszugleichen.